# 2024-es észak-amerikai labdarúgó-bajnokság (első osztály)
A 2024-es Major League Soccer volt a 29. alkalommal megrendezett, legmagasabb szintű labdarúgó-bajnokság Észak-Amerikában. A ligában amerikai és kanadai csapatok is szerepeltek. A pontvadászat 2024. február 21-én indult és október 19-én ért véget. Az MLS-kupa döntőjére december 7-én került sor. 
A címvédő a Columbus Crew csapata volt.
2024-ben az alapszakasz győztese, vagyis legtöbb pontot elért klubja az Inter Miami volt, amely így megszerezte a Supporters' Shieldet. Az MLS-kupát a Los Angeles Galaxy nyerte meg, a klub története során hatodjára. A gólkirályi címet a DC United labdarúgója, Christian Benteke szerezte meg a 23 góljával.

## Részt vevő csapatok
| Csapat                 | Stadion                    | Befogadóképesség1 |
| ---------------------- | -------------------------- | ----------------- |
| Atlanta United         | Mercedes-Benz Stadion      | 42,500            |
| Austin                 | Q2 Stadion                 | 20,738            |
| Charlotte              | Bank of America Stadion    | 38,000            |
| Chicago Fire           | Soldier Field              | 24,955            |
| Cincinnati             | TQL Stadion                | 26,000            |
| Colorado Rapids        | Dick's Sporting Goods Park | 18,061            |
| Columbus Crew          | Lower.com Field            | 20,011            |
| Dallas                 | Toyota Stadion             | 20,500            |
| DC United              | Audi Field                 | 20,000            |
| Houston Dynamo         | Shell Energy Stadion       | 22,039            |
| LA Galaxy              | Dignity Health Sports Park | 27,000            |
| Los Angeles            | BMO Stadion                | 22,000            |
| Minnesota United       | Allianz Field              | 19,400            |
| Inter Miami            | Chase Stadion              | 21,550            |
| Montréal               | Saputo Stadion             | 19,619            |
| Nashville              | Geodis Park                | 30,000            |
| New England Revolution | Gillette Stadion           | 20,000            |
| New York City          | Yankee Stadion             | 28,743            |
| New York City          | Citi Field                 | 41,992            |
| New York Red Bulls     | Red Bull Arena             | 25,000            |
| Orlando City           | Inter&Co Stadion           | 25,000            |
| Philadelphia Union     | Subaru Park                | 18,500            |
| Portland Timbers       | Providence Park            | 25,218            |
| Real Salt Lake         | America First Field        | 20,213            |
| San Jose Earthquakes   | PayPal Park                | 18,000            |
| Seattle Sounders       | Lumen Field                | 37,722            |
| Sporting Kansas City   | Children's Mercy Park      | 18,467            |
| St. Louis City         | Citypark                   | 22,423            |
| Toronto                | BMO Field                  | 28,351            |
| Vancouver Whitecaps    | BC Place                   | 22,120            |

### Személyek és támogatók
| Csapat                 | Vezetőedző                  | Csapatkapitány    | Mezgyártó                                                    | Mezszopnzor             |                |                            |            |                           |                   |
| ---------------------- | --------------------------- | ----------------- | ------------------------------------------------------------ | ----------------------- | -------------- | -------------------------- | ---------- | ------------------------- | ----------------- |
| Csapat                 | Vezetőedző                  | Csapatkapitány    | Mezgyártó                                                    | Mezszopnzor             | Atlanta United | Rob Valentino (ideiglenes) | Brad Guzan | American Family Insurance | Piedmont Hospital |
| Austin                 | Davy Arnaud (ideiglenes)    | Sebastián Driussi | Yeti                                                         | Netspend                |                |                            |            |                           |                   |
| Charlotte              | Dean Smith                  | Ashley Westwood   | Ally                                                         | Rugs.com                |                |                            |            |                           |                   |
| Chicago Fire           | Gregg Berhalter             | Gastón Giménez    | Carvana                                                      | Magellan Corporation    |                |                            |            |                           |                   |
| Cincinnati             | Pat Noonan                  | Luciano Acosta    | Mercy Health                                                 | Kroger                  |                |                            |            |                           |                   |
| Colorado Rapids        | Chris Armas                 | Keegan Rosenberry | UCHealth                                                     | —                       |                |                            |            |                           |                   |
| Columbus Crew          | Wilfried Nancy              | Darlington Nagbe  | Nationwide                                                   | Tipico Sportsbook       |                |                            |            |                           |                   |
| Dallas                 | Peter Luccin (ideiglenes)   | Paul Arriola      | Children's Health (hazai pályán) UT Southwestern (idegenben) | —                       |                |                            |            |                           |                   |
| DC United              | Troy Lesesne                | Christian Benteke | Guidehouse                                                   | The Fruitist            |                |                            |            |                           |                   |
| Houston Dynamo         | Ben Olsen                   | Héctor Herrera    | MD Anderson                                                  | —                       |                |                            |            |                           |                   |
| Inter Miami            | Gerardo Martino             | Lionel Messi      | Royal Caribbean Group                                        | Fracht Group            |                |                            |            |                           |                   |
| LA Galaxy              | Greg Vanney                 | Josida Maja       | Herbalife                                                    | —                       |                |                            |            |                           |                   |
| Los Angeles            | Steve Cherundolo            | Ilie Sánchez      | BMO Bank                                                     | Ford                    |                |                            |            |                           |                   |
| Minnesota United       | Eric Ramsay                 | Wil Trapp         | Target                                                       | Allianz                 |                |                            |            |                           |                   |
| Montréal               | Laurent Courtois            | Samuel Piette     | Bank of Montreal                                             | Telus                   |                |                            |            |                           |                   |
| Nashville              | B. J. Callaghan             | Walker Zimmerman  | Renasant Bank                                                | Hyundai                 |                |                            |            |                           |                   |
| New England Revolution | Caleb Porter                | Carles Gil        | UnitedHealth                                                 | Santander               |                |                            |            |                           |                   |
| New York City          | Nick Cushing                | Thiago Martins    | Etihad Airways                                               | Capital Rx              |                |                            |            |                           |                   |
| New York Red Bulls     | Sandro Schwarz              | Emil Forsberg     | Red Bull                                                     | OANDA                   |                |                            |            |                           |                   |
| Orlando City           | Óscar Pareja                | Robin Jansson     | Orlando Health                                               | Exploria                |                |                            |            |                           |                   |
| Philadelphia Union     | Jim Curtin                  | Alejandro Bedoya  | Bimbo Bakeries USA                                           | Independence Blue Cross |                |                            |            |                           |                   |
| Portland Timbers       | Phil Neville                | Diego Chará       | DaBella (1 mérkőzés) Tillamook (a szezon többi mérkőzésén)   | TikTok                  |                |                            |            |                           |                   |
| Real Salt Lake         | Pablo Mastroeni             | Cristian Arango   | Select Health                                                | Intermountain Health    |                |                            |            |                           |                   |
| San Jose Earthquakes   | Ian Russell (ideiglenes)    | Jackson Yueill    | Intermedia                                                   | PayPal                  |                |                            |            |                           |                   |
| Seattle Sounders       | Brian Schmetzer             | Stefan Frei       | Providence                                                   | Emerald Queen Casino    |                |                            |            |                           |                   |
| Sporting Kansas City   | Peter Vermes                | Johnny Russell    | Compass Minerals                                             | —                       |                |                            |            |                           |                   |
| St. Louis City         | John Hackworth (ideiglenes) | Roman Bürki       | Purina                                                       | BJC HealthCare          |                |                            |            |                           |                   |
| Toronto                | John Herdman                | Jonathan Osorio   | Bank of Montreal                                             | LG                      |                |                            |            |                           |                   |
| Vancouver Whitecaps    | Vanni Sartini               | Ryan Gauld        | Telus                                                        | —                       |                |                            |            |                           |                   |

### Vezetőedző váltások
| Csapat                 | Távozó edző                    | Ok                  | Dátum              | Poz.                                               | Érkező edző                  | Dátum              |
| ---------------------- | ------------------------------ | ------------------- | ------------------ | -------------------------------------------------- | ---------------------------- | ------------------ |
| Portland Timbers       | Miles Joseph (ideiglenes)      | lejárt a szerződése | 2023. november 6.  | Előszezon                                          | Phil Neville                 | 2023. november 6.  |
| Charlotte              | Christian Lattanzio            | közös megegyezés    | 2023. november 8.  | Előszezon                                          | Dean Smith                   | 2023. december 12. |
| Montréal               | Hernán Losada                  | közös megegyezés    | 2023. november 9.  | Előszezon                                          | Laurent Courtois             | 2024. január 8.    |
| New York Red Bulls     | Troy Lesesne                   | lejárt a szerződése | 2023. november 14. | Előszezon                                          | Sandro Schwarz               | 2023. december 14. |
| Colorado Rapids        | Chris Little (ideiglenes)      | lejárt a szerződése | 2023. november 17. | Előszezon                                          | Chris Armas                  | 2023. november 17. |
| Chicago Fire           | Frank Klopas (ideiglenes)      | lejárt a szerződése | 2023. december 5.  | Előszezon                                          | Frank Klopas                 | 2023. december 5.  |
| Minnesota United       | Sean McAuley (ideiglenes)      | lejárt a szerződése | 2024. január 5.    | Előszezon                                          | Cameron Knowles (ideiglenes) | 2024. január 5.    |
| DC United              | Frédéric Brillant (ideiglenes) | lejárt a szerződése | 2024. január 10.   | Előszezon                                          | Troy Lesesne                 | 2024. január 10.   |
| New England Revolution | Clint Peay (ideiglenes)        | lejárt a szerződése | 2023. december 19. | Előszezon                                          | Caleb Porter                 | 2023. december 19. |
| Minnesota United       | Cameron Knowles (ideiglenes)   | lejárt a szerződése | 2024. március 13.  | 2. a Nyugati Konferenciában, 3. az összesítésben   | Eric Ramsay                  | 2024. március 13.  |
| Nashville              | Gary Smith                     | közös megegyezés    | 2024. május 16.    | 10. a Keleti Konferenciában, 19. az összesítésben  | Rumba Munthali (ideiglenes)  | 2024. május 16.    |
| Atlanta United         | Gonzalo Pineda                 | menesztették        | 2024. június 3.    | 13. a Keleti Konferenciában, 24. az összesítésben  | Rob Valentino (ideiglenes)   | 2024. június 3.    |
| Dallas                 | Nico Estévez                   | menesztették        | 2024. június 9.    | 13. a Nyugati Konferenciában, 27. az összesítésben | Peter Luccin (ideiglenes)    | 2024. június 9.    |
| San Jose Earthquakes   | Luchi Gonzalez                 | menesztették        | 2024. június 24.   | 14. a Nyugati Konferenciában, 29. az összesítésben | Ian Russell (ideiglenes)     | 2024. június 24.   |
| St. Louis City         | Bradley Carnell                | menesztették        | 2024. június 1.    | 12. a Nyugati Konferenciában, 26. az összesítésben | John Hackworth (ideiglenes)  | 2024. június 1.    |
| Nashville              | Rumba Munthali (ideiglenes)    | lejárt a szerződése | 2024. július 22.   | 12. a Keleti Konferenciában, 23. az összesítésben  | B. J. Callaghan              | 2024. július 31.   |
| Austin                 | Josh Wolff                     | menesztették        | 2024. október 6.   | 10. a Nyugati Konferenciában, 19. az összesítésben | Davy Arnaud (ideiglenes)     | 2024. október      |
| Chicago Fire           | Frank Klopas                   | közös megegyezés    | 2024. október 20.  | 15. a Keleti Konferenciában, 28. az összesítésben  | Gregg Berhalter              | 2024. október 20.  |

## Alapszakasz

### Keleti Konferencia
| Hely. | Csapat                 | M  | Gy | D  | V  | G+ | G– | Gk  | P  | Továbbjutás vagy kiesés                                                                                 |
| ----- | ---------------------- | -- | -- | -- | -- | -- | -- | --- | -- | --- |
| 1.    | Inter Miami            | 34 | 22 | 8  | 4  | 79 | 49 | +30 | 74 | Kvalifikált az MLS-kupa első körébe, a 2025-ös Leagues Cup-ba és a CONCACAF-bajnokok ligája első körébe |
| 2.    | Columbus Crew          | 34 | 19 | 9  | 6  | 72 | 40 | +32 | 66 | Kvalifikált az MLS-kupa első körébe és a 2025-ös Leagues Cup-ba                                         |
| 3.    | Cincinnati             | 34 | 18 | 5  | 11 | 58 | 48 | +10 | 59 | Kvalifikált az MLS-kupa első körébe és a 2025-ös Leagues Cup-ba                                         |
| 4.    | Orlando City           | 34 | 15 | 7  | 12 | 59 | 50 | +9  | 52 | Kvalifikált az MLS-kupa első körébe és a 2025-ös Leagues Cup-ba                                         |
| 5.    | Charlotte              | 34 | 14 | 9  | 11 | 46 | 37 | +9  | 51 | Kvalifikált az MLS-kupa első körébe és a 2025-ös Leagues Cup-ba                                         |
| 6.    | New York City          | 34 | 14 | 8  | 12 | 54 | 49 | +5  | 50 | Kvalifikált az MLS-kupa első körébe és a 2025-ös Leagues Cup-ba                                         |
| 7.    | New York Red Bulls     | 34 | 11 | 14 | 9  | 55 | 50 | +5  | 47 | Kvalifikált az MLS-kupa első körébe és a 2025-ös Leagues Cup-ba                                         |
| 8.    | Montréal               | 34 | 11 | 10 | 13 | 48 | 64 | −16 | 43 | Kvalifikált az MLS-kupa selejtezőjébe és a 2025-ös Leagues Cup-ba                                       |
| 9.    | Atlanta United         | 34 | 10 | 10 | 14 | 46 | 49 | −3  | 40 | Kvalifikált az MLS-kupa selejtezőjébe és a 2025-ös Leagues Cup-ba                                       |
| 10.   | DC United              | 34 | 10 | 10 | 14 | 52 | 70 | −18 | 40 | |
| 11.   | Toronto                | 34 | 11 | 4  | 19 | 40 | 61 | −21 | 37 | |
| 12.   | Philadelphia Union     | 34 | 9  | 10 | 15 | 62 | 55 | +7  | 37 | |
| 13.   | Nashville              | 34 | 9  | 9  | 16 | 38 | 54 | −16 | 36 | |
| 14.   | New England Revolution | 34 | 9  | 4  | 21 | 37 | 74 | −37 | 31 | |
| 15.   | Chicago Fire           | 34 | 7  | 9  | 18 | 40 | 62 | −22 | 30 | |

### Nyugati Konferencia
| Hely. | Csapat               | M  | Gy | D  | V  | G+ | G– | Gk  | P  | Továbbjutás vagy kiesés                                                                                 |
| ----- | -------------------- | -- | -- | -- | -- | -- | -- | --- | -- | --- |
| 1.    | Los Angeles          | 34 | 19 | 7  | 8  | 63 | 43 | +20 | 64 | Kvalifikált az MLS-kupa első körébe, a 2025-ös Leagues Cup-ba és a CONCACAF-bajnokok ligája első körébe |
| 2.    | LA Galaxy            | 34 | 19 | 7  | 8  | 69 | 50 | +19 | 64 | Kvalifikált az MLS-kupa első körébe és a 2025-ös Leagues Cup-ba                                         |
| 3.    | Real Salt Lake       | 34 | 16 | 11 | 7  | 65 | 48 | +17 | 59 | Kvalifikált az MLS-kupa első körébe és a 2025-ös Leagues Cup-ba                                         |
| 4.    | Seattle Sounders     | 34 | 16 | 9  | 9  | 51 | 35 | +16 | 57 | Kvalifikált az MLS-kupa első körébe és a 2025-ös Leagues Cup-ba                                         |
| 5.    | Houston Dynamo       | 34 | 15 | 9  | 10 | 47 | 39 | +8  | 54 | Kvalifikált az MLS-kupa első körébe és a 2025-ös Leagues Cup-ba                                         |
| 6.    | Minnesota United     | 34 | 15 | 7  | 12 | 58 | 49 | +9  | 52 | Kvalifikált az MLS-kupa első körébe és a 2025-ös Leagues Cup-ba                                         |
| 7.    | Colorado Rapids      | 34 | 15 | 5  | 14 | 61 | 60 | +1  | 50 | Kvalifikált az MLS-kupa első körébe és a 2025-ös Leagues Cup-ba                                         |
| 8.    | Vancouver Whitecaps  | 34 | 13 | 8  | 13 | 52 | 49 | +3  | 47 | Kvalifikált az MLS-kupa selejtezőjébe                                                                   |
| 9.    | Portland Timbers     | 34 | 12 | 11 | 11 | 65 | 56 | +9  | 47 | Kvalifikált az MLS-kupa selejtezőjébe és a 2025-ös Leagues Cup-ba                                       |
| 10.   | Austin               | 34 | 11 | 9  | 14 | 39 | 48 | −9  | 42 | |
| 11.   | Dallas               | 34 | 11 | 8  | 15 | 54 | 56 | −2  | 41 | |
| 12.   | St. Louis City       | 34 | 8  | 13 | 13 | 50 | 63 | −13 | 37 | |
| 13.   | Sporting Kansas City | 34 | 8  | 7  | 19 | 51 | 66 | −15 | 31 | |
| 14.   | San Jose Earthquakes | 34 | 6  | 3  | 25 | 41 | 78 | −37 | 21 | |

- A Vancouver Whitecaps nem kvalifikált a 2025-ös Leagues Cup-ba, mert a kanadai labdarúgókupa megnyerése miatt bejutottak a 2025-ös CONCACAF-bajnokok ligájába, és mivel egy csapat egyidőben nem vehet részt két nemzetközi tornán így helyettük az újonnan alakult és a MLS-hez 2025-ben csatlakozó San Diego kvalifikált a Leagues Cup-ba.

### Összesített táblázat
| Hely. | Csapat                 | M  | Gy | D  | V  | G+ | G– | Gk  | P  | Továbbjutás vagy kiesés                                                                               |
| ----- | ---------------------- | -- | -- | -- | -- | -- | -- | --- | -- | --- |
| 1.    | Inter Miami            | 34 | 22 | 8  | 4  | 79 | 49 | +30 | 74 | Kvalifikált a 2025-ös FIFA-klubvilágbajnokság csoportkörébe és a CONCACAF-bajnokok ligája első körébe |
| 2.    | Columbus Crew          | 34 | 19 | 9  | 6  | 72 | 40 | +32 | 66 | Kvalifikált a CONCACAF-bajnokok ligája nyolcaddöntőjébe                                               |
| 3.    | Los Angeles            | 34 | 19 | 7  | 8  | 63 | 43 | +20 | 64 | Kvalifikált a CONCACAF-bajnokok ligája első körébe                                                    |
| 4.    | LA Galaxy              | 34 | 19 | 7  | 8  | 69 | 50 | +19 | 64 | Kvalifikált a CONCACAF-bajnokok ligája nyolcaddöntőjébe                                               |
| 5.    | Cincinnati             | 34 | 18 | 5  | 11 | 58 | 48 | +10 | 59 | Kvalifikált a CONCACAF-bajnokok ligája első körébe                                                    |
| 6.    | Real Salt Lake         | 34 | 16 | 11 | 7  | 65 | 48 | +17 | 59 | Kvalifikált a CONCACAF-bajnokok ligája első körébe                                                    |
| 7.    | Seattle Sounders       | 34 | 16 | 9  | 9  | 51 | 35 | +16 | 57 | Kvalifikált a CONCACAF-bajnokok ligája első körébe                                                    |
| 8.    | Houston Dynamo         | 34 | 15 | 9  | 10 | 47 | 39 | +8  | 54 | Kvalifikált a US Open Cup tizenhatoddöntőjébe                                                         |
| 9.    | Orlando City           | 34 | 15 | 7  | 12 | 59 | 50 | +9  | 52 | Kvalifikált a US Open Cup tizenhatoddöntőjébe                                                         |
| 10.   | Minnesota United       | 34 | 15 | 7  | 12 | 58 | 49 | +9  | 52 | Kvalifikált a US Open Cup tizenhatoddöntőjébe                                                         |
| 11.   | Charlotte              | 34 | 14 | 9  | 11 | 46 | 37 | +9  | 51 | Kvalifikált a US Open Cup tizenhatoddöntőjébe                                                         |
| 12.   | Colorado Rapids        | 34 | 15 | 5  | 14 | 61 | 60 | +1  | 50 | Kvalifikált a CONCACAF-bajnokok ligája első körébe                                                    |
| 13.   | New York City          | 34 | 14 | 8  | 12 | 54 | 49 | +5  | 50 | Kvalifikált a US Open Cup tizenhatoddöntőjébe                                                         |
| 14.   | Vancouver Whitecaps    | 34 | 13 | 8  | 13 | 52 | 49 | +3  | 47 | Kvalifikált a CONCACAF-bajnokok ligája első körébe                                                    |
| 15.   | Portland Timbers       | 34 | 12 | 11 | 11 | 65 | 56 | +9  | 47 | Kvalifikált a US Open Cup tizenhatoddöntőjébe                                                         |
| 16.   | New York Red Bulls     | 34 | 11 | 14 | 9  | 55 | 50 | +5  | 47 | Kvalifikált a US Open Cup tizenhatoddöntőjébe                                                         |
| 17.   | Montréal               | 34 | 11 | 10 | 13 | 48 | 64 | −16 | 43 | |
| 18.   | Austin                 | 34 | 11 | 9  | 14 | 39 | 48 | −9  | 42 | Kvalifikált a US Open Cup tizenhatoddöntőjébe                                                         |
| 19.   | Dallas                 | 34 | 11 | 8  | 15 | 54 | 56 | −2  | 41 | Kvalifikált a US Open Cup tizenhatoddöntőjébe                                                         |
| 20.   | Atlanta United         | 34 | 10 | 10 | 14 | 46 | 49 | −3  | 40 | |
| 21.   | DC United              | 34 | 10 | 10 | 14 | 52 | 70 | −18 | 40 | Kvalifikált a US Open Cup tizenhatoddöntőjébe                                                         |
| 22.   | Toronto                | 34 | 11 | 4  | 19 | 40 | 61 | −21 | 37 | |
| 23.   | Philadelphia Union     | 34 | 9  | 10 | 15 | 62 | 55 | +7  | 37 | Kvalifikált a US Open Cup tizenhatoddöntőjébe                                                         |
| 24.   | St. Louis City         | 34 | 8  | 13 | 13 | 50 | 63 | −13 | 37 | Kvalifikált a US Open Cup tizenhatoddöntőjébe                                                         |
| 25.   | Nashville              | 34 | 9  | 9  | 16 | 38 | 54 | −16 | 36 | Kvalifikált a US Open Cup tizenhatoddöntőjébe                                                         |
| 26.   | New England Revolution | 34 | 9  | 4  | 21 | 37 | 74 | −37 | 31 | Kvalifikált a US Open Cup tizenhatoddöntőjébe                                                         |
| 27.   | Sporting Kansas City   | 34 | 8  | 7  | 19 | 51 | 66 | −15 | 31 | Kvalifikált a CONCACAF-bajnokok ligája első körébe                                                    |
| 28.   | Chicago Fire           | 34 | 7  | 9  | 18 | 40 | 62 | −22 | 30 | Kvalifikált a US Open Cup tizenhatoddöntőjébe                                                         |
| 29.   | San Jose Earthquakes   | 34 | 6  | 3  | 25 | 41 | 78 | −37 | 21 | Kvalifikált a US Open Cup tizenhatoddöntőjébe                                                         |

## MLS All-Star mérkőzés
Az MLS All-Stars csapatába a liga legjobb játékosait választják ki és azok mérkőznek meg a mexikói liga legjobbjaival.
| 2024. július 24. 20:00 (EDT) |

| MLS All-Stars | 1–4 | Liga MX All-Stars                               |
| ------------- | --- | ----------------------------------------------- |
| Hernández 17' |     | Berterame 16' Idríszi 41' Brunetta 68' Meza 69' |

| Lower.com Field, Columbus, Ohio Nézőszám: 20 931 Játékvezető: Guido Gonzales Jr. (USA) |

## MLS-kupa

### Selejtező

#### Keleti Konferencia
| október 22. 19:30 (EDT) |

| Montréal                    | 2–2 | Atlanta United           |
| --------------------------- | --- | ------------------------ |
| Martínez 63' 89' (11-esből) |     | Lennon 29' Gregersen 44' |
| Büntetőpárbaj               |     |                          |
|                             | 4–5 |                          |

| Saputo Stadion, Montréal, Québec Nézőszám: 16 566 Játékvezető: Joe Dickerson |

#### Nyugati Konferencia
| 2024. október 23. 19:30 (PDT) |

| Vancouver Whitecaps                       | 5–0 | Portland Timbers |
| ----------------------------------------- | --- | ---------------- |
| Gauld 20' 31' 59' White 24' Armstrong 51' |     |                  |

| Providence Park, Portland, Oregon Nézőszám: 19 143 Játékvezető: Rubiel Vazquez |

### Első kör
Szabályok: Egy győzelem számít egy pontnak. Ha 90 perc elteltével nem dőlt el a mérkőzés, tizenegyespárbaj következik. Ha a két forduló alatt a két csapat 1–1 mérkőzést nyert meg, pótmérkőzésre kerül sor. A gólok számát nem veszik figyelembe.

#### Keleti Konferencia
| 2024. október 25. 20:30 (EDT) |

| Inter Miami        | 2–1 | Atlanta United  |
| ------------------ | --- | --------------- |
| Suárez 2' Alba 60' |     | Lobzhanidze 39' |

| Chase Stadion, Fort Lauderdale, Florida Nézőszám: 20 673 Játékvezető: Allen Chapman |

| 2024. november 2. 19:00 (EDT) |

| Atlanta United           | 2–1 | Inter Miami  |
| ------------------------ | --- | ------------ |
| Williams 58' Silva 90+4' |     | Martínez 40' |

| Mercedes-Benz Stadion, Atlanta, Georgia Nézőszám: 68 455 Játékvezető: Rubiel Vazquez |

| 2024. november 9. 20:00 (EST) |

| Inter Miami         | 2–3 | Atlanta United           |
| ------------------- | --- | ------------------------ |
| Rojas 17' Messi 65' |     | Thiaré 19' 21' Slisz 76' |

| Chase Stadion, Fort Lauderdale, Florida Nézőszám: 20 673 Játékvezető: Lukasz Szpala |

Az Atlanta United csapata jutott tovább.
| 2024. október 29. 18:45 (EDT) |

| Columbus Crew | 0–1 | New York Red Bulls |
| ------------- | --- | ------------------ |
|               |     | Carballo 25'       |

| Lower.com Field, Columbus, Ohio Nézőszám: 19 050 Játékvezető: Timothy Ford |

| 2024. november 3. 16:30 (EST) |

| New York Red Bulls                  | 2–2 | Columbus Crew             |
| ----------------------------------- | --- | ------------------------- |
| Vanzeir 64' Forsberg 80' (11-esből) |     | Arfsten 55' Ramirez 90+6' |
| Büntetőpárbaj                       |     |                           |
|                                     | 5–4 |                           |

| Red Bull Arena, Harrison, New Jersey Nézőszám: 20 936 Játékvezető: Filip Dujic |

A New York Red Bulls csapata jutott tovább, a címvédőt legyőzve.
| 2024. október 28. 18:45 (EDT) |

| Cincinnati | 1–0 | New York City |
| ---------- | --- | ------------- |
| Asad 65'   |     |               |

| TQL Stadion, Cincinnati, Ohio Nézőszám: 21 413 Játékvezető: Sergii Boiko |

| 2024. november 2. 17:00 (EDT) |

| New York City                                       | 3–1 | Cincinnati   |
| --------------------------------------------------- | --- | ------------ |
| Martínez 22' Martins 40' Rodríguez 90+7' (11-esből) |     | Orellano 65' |

| Citi Field, New York, New York Nézőszám: 19 585 Játékvezető: Ismir Pekmic |

| 2024. november 9. 16:00 (EST) |

| Cincinnati    | 0–0 | New York City |
| ------------- | --- | ------------- |
|               |     |               |
| Büntetőpárbaj |     |               |
|               | 5–6 |               |

| TQL Stadion, Cincinnati, Ohio Nézőszám: 22 487 Játékvezető: Drew Fischer |

A New York City csapata jutott tovább.
| 2024. október 27. 19:30 (EDT) |

| Orlando City         | 2–0 | Charlotte |
| -------------------- | --- | --------- |
| Torres 32' Ojeda 76' |     |           |

| Inter&Co Stadion, Orlando, Florida Nézőszám: 17 787 Játékvezető: Drew Fischer |

| 2024. november 1. 19:30 (EDT) |

| Charlotte     | 0–0 | Orlando City |
| ------------- | --- | ------------ |
|               |     |              |
| Büntetőpárbaj |     |              |
|               | 3–1 |              |

| Bank of America Stadion, Charlotte, Észak-Karolina Nézőszám: 40 238 Játékvezető: Guido Gonzales Jr. |

| 2024. november 9. 18:00 (EST) |

| Orlando City  | 1–1 | Charlotte     |
| ------------- | --- | ------------- |
| Torres 90+12' |     | Świderski 81' |
| Büntetőpárbaj |     |               |
|               | 4–1 |               |

| Inter&Co Stadion, Orlando, Florida Nézőszám: 20 021 Játékvezető: Ismir Pekmic |

Az Orlando City csapata jutott tovább.

#### Nyugati Konferencia
| 2024. október 27. 18:45 (PDT) |

| Los Angeles                        | 2–1 | Vancouver Whitecaps |
| ---------------------------------- | --- | ------------------- |
| Bouanga 30' (11-esből) Olivera 57' |     | Gauld 90+5'         |

| BMO Stadion, Los Angeles, Kalifornia Nézőszám: 22 298 Játékvezető: Jair Marrufo |

| 2024. november 3. 17:45 (PST) |

| Vancouver Whitecaps                   | 3–0 | Los Angeles |
| ------------------------------------- | --- | ----------- |
| Gauld 10' Hollingshead 13' Segura 68' |     |             |

| BC Place Stadion, Vancouver, Brit Columbia Nézőszám: 20 695 Játékvezető: Rosendo Mendoza |

| 2024. november 8. 19:30 (PST) |

| Los Angeles | 1–0 | Vancouver Whitecaps |
| ----------- | --- | ------------------- |
| Bogusz 62'  |     |                     |

| BMO Stadion, Los Angeles, Kalifornia Nézőszám: 22 220 Játékvezető: Joe Dickerson |

A Los Angeles csapata jutott tovább.
| 2024. október 26. 20:00 (PDT) |

| LA Galaxy                                | 5–0 | Colorado Rapids |
| ---------------------------------------- | --- | --------------- |
| Joveljić 32' 75' Nelson 52' Puig 54' 87' |     |                 |

| Dignity Health Sports Park, Carson, Kalifornia Nézőszám: 24 537 Játékvezető: Lukasz Szpala |

| 2024. november 1. 19:30 (MDT) |

| Colorado Rapids | 1–4 | LA Galaxy                              |
| --------------- | --- | -------------------------------------- |
|                 |     | Pec 8' Paintsil 45+3' Puig 90+1' 90+4' |

| Dick’s Sporting Goods Park, Commerce City, Colorado Nézőszám: 16 010 Játékvezető: Victor Rivas |

A LA Galaxy csapata jutott tovább.
| 2024. október 29. 19:00 (MDT) |

| Real Salt Lake | 0–0 | Minnesota United |
| -------------- | --- | ---------------- |
|                |     |                  |
| Büntetőpárbaj  |     |                  |
|                | 4–5 |                  |

| America First Field, Sandy, Utah Nézőszám: 19 195 Játékvezető: Pierre-Luc Lauzière |

| 2024. november 2. 20:00 (CDT) |

| Minnesota United | 1–1 | Real Salt Lake |
| ---------------- | --- | -------------- |
| Rosales 53'      |     | Eneli 75'      |
| Büntetőpárbaj    |     |                |
|                  | 3–1 |                |

| Allianz Field, St. Paul, Minnesota Nézőszám: 19 912 Játékvezető: Tori Penso |

A Minnesota United csapata jutott tovább.
| 2024. október 28. 18:00 (PDT) |

| Seattle Sounders | 0–0 | Houston Dynamo |
| ---------------- | --- | -------------- |
|                  |     |                |
| Büntetőpárbaj    |     |                |
|                  | 5–4 |                |

| Lumen Field, Seattle, Washington Nézőszám: 30 026 Játékvezető: Ted Unkel |

| 2024. november 3. 17:30 (CST) |

| Houston Dynamo | 1–1 | Seattle Sounders |
| -------------- | --- | ---------------- |
| Roldan 90+3'   |     | Roldan 87'       |
| Büntetőpárbaj  |     |                  |
|                | 6–7 |                  |

| Shell Energy Stadion, Houston, Texas Nézőszám: 18 859 Játékvezető: Armando Villarreal |

A Seattle Sounders csapata jutott tovább.

### Negyeddöntők

#### Keleti Konferencia
| 2024. november 23. 17:30 (EST) |

| New York City | 0–2 | New York Red Bulls       |
| ------------- | --- | ------------------------ |
|               |     | Carballo 16' Vanzeir 25' |

| Citi Field, New York, New York Nézőszám: 24 891 Játékvezető: Allen Chapman |

| 2024. november 24. 15:30 (EST) |

| Orlando City | 1–0 | Atlanta United |
| ------------ | --- | -------------- |
| Enrique 39'  |     |                |

| Inter&Co Stadion, Orlando, Florida Nézőszám: 25 055 Játékvezető: Armando Villarreal |

#### Nyugati Konferencia
| 2024. november 23. 19:30 (PST) |

| Los Angeles      | 1–2 (h.u.) | Seattle Sounders       |
| ---------------- | ---------- | ---------------------- |
| Hollingshead 50' |            | Chanot 59' Morris 109' |

| BMO Stadion, Los Angeles, Kalifornia Nézőszám: 22 301 Játékvezető: Guido Gonzales Jr. |

| 2024. november 24. 15:00 (PST) |

| LA Galaxy                                    | 6–2 | Minnesota United           |
| -------------------------------------------- | --- | -------------------------- |
| Pec 1' 50' Joveljić 18' 89' Paintsil 37' 86' |     | Yeboah 6' 45+4' (11-esből) |

| Dignity Health Sports Park, Carson, Kalifornia Nézőszám: 26 192 Játékvezető: Rosendo Mendoza |

- (h.u.) – hosszabbítás után

### Elődöntők

#### Keleti Konferencia
| 2024. november 30. 19:30 (EST) |

| Orlando City | 0–1 | New York Red Bulls |
| ------------ | --- | ------------------ |
|              |     | Reyes 47'          |

| Inter&Co Stadion, Orlando, Florida Nézőszám: 25 046 Játékvezető: Rosendo Mendoza |

- A Keleti Konferencia győztese a New York Red Bulls, így ők jutottak tovább a döntőbe.

#### Nyugati Konferencia
| 2024. november 30. 19:00 (PST) |

| LA Galaxy    | 1–0 | Seattle Sounders |
| ------------ | --- | ---------------- |
| Joveljić 85' |     |                  |

| Dignity Health Sports Park, Carson, Kalifornia Nézőszám: 26 327 Játékvezető: Drew Fischer |

- A Nyugati Konferencia győztese a LA Galaxy, így ők jutottak tovább a döntőbe.

### Döntő
| 2024. december 7. 13:00 (PST) |

| LA Galaxy                | 2–1 | New York Red Bulls |
| ------------------------ | --- | ------------------ |
| Paintsil 9' Joveljić 13' |     | Nealis 28'         |

| Dignity Health Sports Park, Carson, Kalifornia Nézőszám: 26 812 Játékvezető: Guido Gonzales Jr. |

A Los Angeles Galaxy csapata nyerte meg az MLS-kupát.

## Statisztika

### Góllövőlista
| # | Játékos            | Klub               | Gólok |
| - | ------------------ | ------------------ | ----- |
| 1 | Christian Benteke  | DC United          | 23    |
| 2 | Denis Bouanga      | Los Angeles        | 20    |
| 2 | Lionel Messi       | Inter Miami        | 20    |
| 2 | Luis Suárez        | Inter Miami        | 20    |
| 5 | Cucho Hernández    | Columbus Crew      | 19    |
| 6 | Cristian Arango    | Real Salt Lake     | 17    |
| 6 | Gazdag Dániel      | Philadelphia Union | 17    |
| 8 | Alonso Martínez    | New York City      | 16    |
| 8 | Petar Musa         | Dallas             | 16    |
| 8 | Gabriel Pec        | LA Galaxy          | 16    |
| 8 | Jonathan Rodríguez | Portland Timbers   | 16    |

### Gólpasszok
| # | Játékos            | Klub                 | Gólpassz |
| - | ------------------ | -------------------- | -------- |
| 1 | Luciano Acosta     | Cincinnati           | 19       |
| 1 | Evander            | Portland Timbers     | 19       |
| 3 | Lionel Messi       | Inter Miami          | 16       |
| 3 | Albert Rusnák      | Seattle Sounders     | 16       |
| 5 | Ryan Gauld         | Vancouver Whitecaps  | 15       |
| 5 | Robin Lod          | Minnesota United     | 15       |
| 5 | Riqui Puig         | LA Galaxy            | 15       |
| 8 | Jordi Alba         | Inter Miami          | 14       |
| 8 | Cristian Espinoza  | San Jose Earthquakes | 14       |
| 8 | Cucho Hernández    | Columbus Crew        | 14       |
| 8 | Djordje Mihailovic | Colorado Rapids      | 14       |
| 8 | Santiago Moreno    | Portland Timbers     | 14       |
| 8 | Gabriel Pec        | LA Galaxy            | 14       |

### Mesterhármast elérő játékosok
| Játékos               | Csapat              | Ellenfél               | Végeredmény | Dátum         |
| --------------------- | ------------------- | ---------------------- | ----------- | ------------- |
| Christian Benteke     | DC United           | New England Revolution | 3–1 (h)     | február 24.   |
| Jórgosz Jakumákisz    | Atlanta United      | New England Revolution | 4–1 (h)     | március 9.    |
| Lewis Morgan          | New York Red Bulls  | Inter Miami            | 4–0 (h)     | március 23.   |
| Cristian Arango       | Real Salt Lake      | St. Louis City         | 3–1 (h)     | március 30.   |
| Luis Suárez           | Inter Miami         | New York Red Bulls     | 6–2 (h)     | május 4.      |
| Sam Surridge          | Nashville           | Montréal               | 4–1 (h)     | május 4.      |
| Christian Benteke     | DC United           | Atlanta United         | 3–2 (i)     | május 11.     |
| Federico Bernardeschi | Toronto             | Montréal               | 5–1 (h)     | május 18.     |
| Alonso Martínez       | New York City       | San Jose Earthquakes   | 5–1 (h)     | május 31.     |
| Cristian Arango       | Real Salt Lake      | Austin                 | 5–1 (h)     | június 1.     |
| Kubo Júja             | Cincinnati          | San Jose Earthquakes   | 4–2 (i)     | június 15.    |
| Petar Musa            | Dallas              | Minnesota United       | 5–3 (h)     | június 19.    |
| Djordje Mihailovic    | Colorado Rapids     | St. Louis City         | 3–0 (i)     | június 19.    |
| Cucho Hernández       | Columbus Crew       | Sporting Kansas City   | 4–0 (h)     | június 22.    |
| Sebastián Ferreira    | Houston Dynamo      | DC United              | 4–1 (i)     | június 22.    |
| Mateusz Bogusz        | Los Angeles         | Colorado Rapids        | 3–0 (h)     | június 29.    |
| Brian White           | Vancouver Whitecaps | St. Louis City         | 4–3 (h)     | június 29.    |
| Tai Baribo            | Philadelphia Union  | New England Revolution | 5–1 (h)     | július 17.    |
| Gazdag Dániel         | Philadelphia Union  | Nashville              | 3–0 (h)     | július 20.    |
| Albert Rusnák         | Seattle Sounders    | Columbus Crew          | 4–0 (i)     | szeptember 7. |
| Alexandru Mățan       | Columbus Crew       | New England Revolution | 4–0 (h)     | október 12.   |
| Lionel Messi          | Inter Miami         | New England Revolution | 6–2 (h)     | október 19.   |

- h = hazai pályán; i = idegenben

### Kapott gól nélkül lehozott mérkőzések
| #  | Játékos           | Csapat              | Mérkőzések |
| -- | ----------------- | ------------------- | ---------- |
| 1  | Stefan Frei       | Seattle Sounders    | 13         |
| 2  | Kristijan Kahlina | Charlotte           | 12         |
| 2  | Hugo Lloris       | Los Angeles         | 12         |
| 4  | Patrick Schulte   | Columbus Crew       | 11         |
| 5  | Steve Clark       | Houston Dynamo      | 8          |
| 5  | Pedro Gallese     | Orlando City        | 8          |
| 5  | Jonathan Sirois   | Montréal            | 8          |
| 5  | Brad Stuver       | Austin              | 8          |
| 5  | Joe Willis        | Nashville           | 8          |
| 10 | Roman Bürki       | St. Louis City      | 7          |
| 10 | Roman Celentano   | Cincinnati          | 7          |
| 10 | Dayne St. Clair   | Minnesota United    | 7          |
| 10 | Takaoka Jóhei     | Vancouver Whitecaps | 7          |

## A Hónap Játékosai
| Hónap                | Játékos         | Csapat           |
| -------------------- | --------------- | ---------------- |
| Február/Március      | Luis Suárez     | Inter Miami      |
| Április              | Lionel Messi    | Inter Miami      |
| Május                | Luciano Acosta  | Cincinnati       |
| Június               | Mateusz Bogusz  | Los Angeles      |
| Július               | Cucho Hernández | Columbus Crew    |
| Augusztus/Szeptember | Evander         | Seattle Sounders |
| Október              | Lionel Messi    | Inter Miami      |

## További díjak
| A díj                 | Győztes (csapat)                  |
| --------------------- | --------------------------------- |
| Legértékesebb Játékos | Lionel Messi (Inter Miami)        |
| Az Év Védője          | Steven Moreira (Columbus Crew)    |
| Az Év Kapusa          | Kristijan Kahlina (Charlotte)     |
| Az Év Edzője          | Wilfried Nancy (Columbus Crew)    |
| Az Év Fiatal Játékosa | Diego Luna (Real Salt Lake)       |
| Az Év Újonca          | Gabriel Pec (LA Galaxy)           |
| Az Év Visszatérője    | Lewis Morgan (New York Red Bulls) |
| Aranycipő (gólkirály) | Christian Benteke (DC United)     |
| Az Év Gólja           | Luca Orellano (Cincinnati)        |
| Az Év Védése          | Maarten Paes (Dallas)             |

## MLS Best XI
| Kapus             | Védők                                  | Középpályások                     | Csatárok                                                     |
| ----------------- | -------------------------------------- | --------------------------------- | ------------------------------------------------------------ |
| Kristijan Kahlina | Jordi Alba Yeimar Gómez Steven Moreira | Luciano Acosta Evander Riqui Puig | Denis Bouanga Christian Benteke Cucho Hernández Lionel Messi |